# Metaphoenia incongrualis
Metaphoenia incongrualis là một loài bướm đêm trong họ Noctuidae.